# Mali Školjić
Mali Školjić je majhen nenaseljen otoček v Jadranskem morju v občini Dobrinj. Pripada Hrvaški.
Nahaja se v vzhodnem delu zaliva Soline, jezerskem zalivu na vzhodni obali otoka Krk, tik nasproti mesta Klimno, približno 50 metrov od obale. Odprtemu morju je izpostavljen le z vzhoda. Približno deset metrov severno od nje je majhen otoček Crni.
Območje otoka je veliko 1,830 m².
V državnem programu za zaščito in uporabo majhnih, občasno naseljenih in nenaseljenih otokov ter okoliškega morja Ministrstva za regionalni razvoj in sklade Evropske unije je otok uvrščen med otoke z manjšo nadmorsko višino (skale različnih oblik in velikosti).